# Medicinens historie
Medicinens historie eller medicinhistorie er det historiske studie af forståelsen, behandlingen og forebyggelsen af sygdomme og forståelsen og fremme af sundhed. Medicinens historie strækker sig over tusinder af år og omfatter en lang række kulturer og civilisationer.
Medicinhistorie er en tværfaglig disciplin, der trækker på elementer fra medicin, historie, filosofi, antropologi og andre områder. Studiet af medicinhistorie bidrager til at forstå, hvordan medicinsk viden og praksis har udviklet sig, og hvordan det har formet samfundets opfattelse af sundhed og sygdom. Det giver også indsigt i, hvordan historiske begivenheder og kulturelle kontekster har påvirket medicinsk videnskab og praksis.

## Indhold
Medicinhistorie er historien om sygdoms- og sundhedsforståelsens udvikling. Medicinhistorie er desuden formidlingen af det, der skete i fortiden inden for lægevidenskaben, sundhedsfagenes og sundhedsinstitutionerne. Særlige underområder er lægevidenskabens historie, kirurgiens historie, psykiatriens historie, sygeplejens historie, sygdommenes historie galskabens og de psykiske lidelsers historie, sundhedens historie, sundhedspolitikken historie og medicinens idehistorie.

## Medicinens historiske udvikling
Den medicinske udvikling kan føres tilbage til stenalderen og er fortsat i oldtidens Kina, Indien, Egypten og Babylon. I den vestlige verden blev lægekunsten og diætetikken født i oldtidens Grækenland, hvorfra Hippokrates er kendt. Han var en græsk læge, der er kendt som ”Lægekunstens Fader” og blev regnet som forfatteren af en større samling af medicinske tekster fra 5. og 4.årh. f.Kr., det såkaldte Corpus Hippocraticum. En anden græsk læge ved navn Galen kanoniserede de hippokratiske skrifter ved med stor kraft at bekende sig til Hippokrates’ lære frem for tidens andre medicinske teorier og ved at kommentere, supplere og systematisere den. Galen var sin tids mest betydende læge, og han skrev et af de mest betydende videnskabelige værker i antikken. I sin ungdom havde han besøgt Alexandria og andre lærdomscentre, hvor han havde indsamlet sine kundskaber. Siden slog han sig ned i Rom, som han næsten tilbragte resten af livet i. Galen byggede videre på især Hippokrates medicinske system, men benyttede sig også af en lang række andre kilder ud over sine egne studier, som omfattede en lang række dissektioner af dyr.
I middelalderen overlevede medicinen kun i kraft af den islamiske verden, hvor flere kendte læger stammer fra. Den mest kendte var Avicenna, hvis lærebog i medicin blev brugt helt frem til det 17. århundrede. Fra slutningen af middelalderen blev de islamiske værker således oversat til europæiske sprog, og de europæiske universiteter påbegyndte uddannelse af læger i Italien i det 13. århundrede. I renæssancen blev også græske værker oversat, men i oplysningstiden blev medicinen mere videnskabelig. I det 16. århundrede var Andreas Vesalius forfatter til en af de mest indflydelsesrige bøger om den menneskelige anatomi, De humani corporis fabrica (Om opbygningen af den menneskelige krop). Han nævnes ofte som grundlæggeren af den moderne anatomi. I samme århundrede studerede William Harvey blodets kredsløb og fandt ud af, at blodet cirkulerer i kroppen, og at det er hjertet, der skaber pulsen, og ikke arterierne, som man havde troet hidtil.
Folkesundhed opstod i det 18. og 19. århundrede, hvor sanitet blev vigtig for undgåelse af epidemier. I det 19. og 20. århundrede blev det moderne sundhedsvæsen grundlagt med nye hospitaler og sygehuse. I samme periode blev medicinen specialiseret, og sygeplejen opstod som en særlig profession. Især kendt er Florence Nightingale, der var en engelsk sygeplejereformator. I samme periode opstod blandt andet psykiatrien som et nyt medicinsk speciale, der tog sig af sindssyge patienter. Et andet specialområde er racehygiejnen, der var udbredt i første del af det 20. århundrede. Desuden opstod genetikken, der har fået stor betydning i det 21. århundrede.

## Medicinhistoriske museer
Der har eksisteret medicinhistoriske museer siden 1800-tallet, der beskæftiger sig med medicinens historiske udvikling. I København findes det medicinhistoriske museum Medicinsk Museion, der er en del af Københavns Universitet. I Kolding ligger Dansk Sygeplejehistorisk Museum, der er Danmarks eneste museum om sygeplejens historie.

## Forskning og formidling
I Danmark forskes der blandt andet i medicinens historie ved Københavns Universitet. Fremtrædende forskere på området er Signild Vallgårda, Lene Koch, Jespe Vaczy Kragh og Thomas Söderqvist. Lene Koch har blandt andet skrevet bogen Racehygiejne i Danmark 1920-1956. Her viser hun, at bestræbelserne på at udføre eugenik var ganske udbredte, også i Danmark, langt op i det 20. århundrede. Det indebar blandt andet sterilisation og ægteskabsforbud for særlige typer af personer. Gerda Bonderup har desuden skrevet bogen Det medicinske politi om sundhedspolitikken i Danmark 1750-1860, mens Camilla Svensmark har skrevet bogen Kald og profession om sygeplejens historie. Andre forskere er blandt andet Kurt Jacobsen og Klaus Larsen, der i 2017 udgav bogen Ve og velfærd - Læger, sundhed og samfund gennem 200 år. Der findes flere andre tidligere og nuværende forskere som lektor i idehistorie Jakob Bek-Thomsen fra Aarhus Universitet, der blandt andet har skrevet artikler om epidemiernes og urinsygdommenes historie. Flere andre forskere er tilknyttet Medicinsk Museion ved Københavns Universitet.
Internationalt kendt inden for medicinhistorisk forskning var især britiske Roy Porter (1946-2002), der var leder af Wellcome Institute for the History of Medicine ved University College London. Hans mest kendte bog var The Greatest Benefit to Mankind: A Medical History of Humanity fra 1997. Porters tilgang var socialhistorisk, og han interesserede sig generelt mere for patienternes end lægernes historie.
Dansk Medicinsk-historisk Selskab har eksisteret siden 1917. Selskabet udgiver Dansk Medicinhistorisk Årbog i et samarbejde med Jydsk Medicinhistorisk Selskab og Medicinsk Historisk Selskab for Fyn.

## Særområder

### Kirurgiens historie
Kirurgiens historie omfatter både den tidlige brug af operative indgreb og den moderne kirurgis historie som lægevidenskabeligt speciale. Desuden er kirurgernes uddannelse og faglige organisering en del af særområde
Næsten siden mennesket opfandt redskaber, har det således anvendt dem til operative indgreb. I lang tid blev operationer især udført af barberer, der havde en håndværksuddannelse i modsætning til lægerne. Englænderen John Hunter regnes gerne som grundlægger af den videnskabelige kirurgi i 1700-tallet. Den udvikling tog fart i moderne tid, da den amerikanske læge Crawford Long opfandt æterbedøvelsen i 1842. Desuden opfandt den skotske læge James Young Simpson i 1847 brugen af chloroform på mennesker, som også kunne anvendes til bedøvelse. Det blev dog lægen Joseph Lister, der for alvor udbredte den antiseptiske teknik. Frem til da var dødeligheden meget stor ved operationer, men nu kunne man mere sikkert lave operative indgreb. Under anden verdenskrig blev det muligt at behandle sårinfektioner med penicillin, hvilket også fik en stor betydning. Penicillin er antibiotika, hvid opdagelse som sådan gerne bliver tilskrevet den skotske videnskabsmand Alexander Fleming i 1928.
I Danmark blev kirurgien varetaget af barberer indtil 1700-tallet, og uddannelsen var adskilt fra lægeuddannelsen. I 1785 blev Det Chirurgiske Akademi oprettet som uddannelsesanstalt for kirurger, der eksisterede indtil 1842. I Danmark blev kirurg- og lægeuddannelsen derefter sammenlagt i 1842. Dansk Kirurgisk Selskab blev dannet i 1908. I 1916 begyndte man at opdele kirurgien i forskellige specialer.
Medicinhistorikeren Lindsey Fitzharris har skrevet bogen Kirurgiens kunst - en blodig historie, der er oversat til dansk. Hendes bog fokuserer især på kirurgiens historie i England og Skotland. I Danmark udgav Jesper Vaczy Kragh i 2010 bogen Det hvide snit. Psykokirurgi og dansk psykiatri 1922-1983, der især ser på lobotomi og psykokirurgiens historie i Danmark.

### Kvindernes medicinhistorie
Dette område undersøger kvinders rolle inden for medicinen, både som patienter og som sundhedspersonale. Det ser på historien om kvindelige læger, jordemødre og andre sundhedsudbydere samt historien om kvinders sundhed og reproduktive rettigheder.
Historien om kvinders medicin fokuserer på kvinders sundhed, medicinsk behandling og deres rolle inden for medicin gennem tidens løb. Dette område af medicinhistorien tager højde for de unikke sundhedsmæssige udfordringer, som kvinder har stået over for, samt de historiske og kulturelle faktorer, der har påvirket deres adgang til sundhedspleje.
Gennem studiet af kvinders medicinhistorie kan man forstå, hvordan kvinders sundhed og medicinske behov er blevet forstået og behandlet gennem tidens løb, og hvordan disse forståelser har formet sundhedsplejepraksis og politikker.

### Historien om medicinsk uddannelse
Dette område fokuserer på udviklingen af medicinsk uddannelse og træning. Det undersøger, hvordan læger og sundhedspersonale er blevet uddannet, og hvordan uddannelsesmetoder og standarder har ændret sig over tid.
Dette område af medicinhistorien fokuserer således på udviklingen af medicinsk uddannelse og træning af sundhedspersonale, herunder læger, sygeplejersker og andre sundhedsprofessionelle. Studiet af medicinsk uddannelsens historie kaster lys over, hvordan læger er blevet uddannet, hvilke metoder der er blevet anvendt, og hvordan uddannelsen er blevet struktureret gennem tidens løb.
Gennem studiet af medicinsk uddannelses historie kan man få indsigt i, hvordan medicinske fagfolk er blevet uddannet, hvordan uddannelsen er blevet struktureret, og hvordan dette har påvirket kvaliteten af sundhedspleje og patientbehandling.

### Alternative og komplementære medicinhistorie
Dette område ser på historien om alternative og komplementære medicinske praksisser, herunder traditionel medicin, urtemedicin og alternative behandlingsmetoder. Det undersøger, hvordan disse praksisser har eksisteret side om side med konventionel medicin.
Dette underområde af medicinhistorie fokuserer på udviklingen af alternative og komplementære medicinske praksisser, der ligger uden for den konventionelle medicins rammer. Det inkluderer en bred vifte af metoder og tilgange, der historisk set er blevet anvendt som alternativer eller supplementer til mainstream-medicin.
Gennem studiet af alternativ og komplementær medicinhistorie kan man få indsigt i de kulturelle, filosofiske og sociale kontekster, der har fremmet disse praksisser, samt hvordan de har interageret med konventionel medicin gennem tidens løb.

### Medicinhistorie og krig
Dette område undersøger forholdet mellem medicin og krigsførelse. Det ser på udviklingen af felthospitaler, militærmedicin, og hvordan krig har påvirket medicinsk forskning og praksis.
Dette underområde af medicinhistorie fokuserer på forholdet mellem medicin og krigsførelse gennem tidens løb. Det omfatter en række aspekter, der spænder fra pleje af sårede soldater på slagmarken til medicinsk forskning, der er udsprunget af krige.

### Historien om medicinsk forskning
Dette område fokuserer på udviklingen af medicinsk forskning og videnskabelig metode. Det ser på, hvordan medicinsk viden er blevet opdaget, valideret og udbredt gennem videnskabelig forskning.

### Sydommenes historie
Historien om sygdomme er kompleks og strækker sig langt tilbage i menneskehedens historie. Sygdomme har altid været en del af menneskets liv og har haft en betydelig indvirkning på samfund og kulturer.
Historien om sygdomme er også tæt forbundet med sociale, kulturelle og økonomiske faktorer. Adgang til sundhedspleje, socioøkonomiske forhold og livsstil spiller alle en rolle i udbredelsen og behandlingen af sygdomme. Den stadig skiftende natur af sygdomme kræver konstante videnskabelige og medicinske fremskridt for at adressere nye udfordringer.

### Medicinens idehistorie
Medicinens idéhistorie er den særlige del af medicinhistorien og den medicinske filosofi, som undersøger af de medicinske idéers udtryk, opståen og udvikling fra oldtiden og frem til i dag. Således beskæftiger faget sig med idéer om og tilgange til sygdom, sundhed, behandling, sygepleje og folkesundhed, samt de konktekster, som disse idéer, praksisser og institutioner er opstået og har udviklet sig inden for. Men også med sundhedspolitikkens, sundhedsvæsenets og sundhedsprofessionernes historie og betydning for det moderne samfund, samt lægevidenskabens og psykiatriens idehistorie.
Internationalt kendt er især franske Michel Foucault, der blandt andet skrev om galskabens og klinikkens idehistorie. Hans analyser var kritiske studier, der påviste, at medicinen og dens historie ikke er neutral men indvævet i samfundets magtstrukturer. I Danmark har Anders Sørensen skrevet om psykiatriens og de psykiske lidelsers idehistorie, mens Jakob Bek-Thomsen har skrevet om globale epidemiers idehistorie.

### Farmacihistorie
Farmacihistorie er den særlige del af medicinens historie, der i det væsentlige omfatter apotekervæsenets, lægemiddelindustriens og lægemidlernes historie. Arkæologiske fund viser, at mennesker har benyttet planter som lægemidler siden forhistorisk tid. Det meste af den senere historie har brugen af lægemidler været en del af lægefagets historie. Det var først fra 1870’erne, at der opstod en selvstændig farmaceutisk industri.
I Hillerød findes Dansk Farmacihistorisk Samling. Samlingen ejes af Dansk Farmacihistorisk Fond, hvis formål er at udføre museumsfagligt arbejde til belysning af farmaciens historie i Danmark, fremme farmacihistorisk forskning i Danmark og udbrede kendskabet til farmaciens historie.
Dansk Farmacihistorisk Selskab blev stiftet den 31. august i 1953. Selskabet udgav i 2013 Dansk Farmacihistorisk Bibliografi som en særudgave af bladet Theriaca, hefte XXXIII. Formålet med bibliografien var at bringe en oversigt over dansk farmacihistorisk litteratur. Hans Otto Loldrup har desuden udgivet bogen Det fornøjelige apotek om farmaciens historie i Danmark.

### Sygeplejens historie
Sygeplejens historie omfatter både den tidlige sygepleje og det moderne sygeplejerskefags historie og sygeplejerskeuddannelsens historie. Sygepleje har således eksisteret i forskellige former siden oldtiden, uden at den oprindeligt var et selvstændigt fag. Igennem middelalderen og senere blev sygeplejen især varetaget af munke og nonner. Den lettere sygepleje blev dog varetaget af kvinder i familierne. Sygeplejen opstod først som et egentligt selvstændigt fagområde i midten af 1800-tallet. Det var i 1860 at den første rigtige, verdslige sygeplejeskole blev grundlagt af den engelske kvinde Florence Nightingale, som under Krimkrigen fik mange praktiske erfaringer, der førte til oprettelsen af et egentligt sygeplejefag.
I Danmark begyndte den professionelle sygepleje på Diakonissestiftelsen og Københavns Kommunehospital. Her påbegyndte i 1863 og senere 1876 en uddannelse til sygeplejerske. De første mandlige sygeplejersker blev uddannet i 1954.
Camilla Svensmarks bog Kald og profession omhandler sygeplejens historie. Hendes bog har hovedsageligt fokus på perioden fra den faglærte sygepleje blev grundlagt i Danmark i 1863, og frem til året 2001, hvor sygeplejerskeuddannelsen fik ny status af at være en egentlig professionsbachelor. Esther Petersen redigerede i 1987 antologien Sygeplejersker fortæller - Glimt af sygeplejens historie, hvor sygeplejens historie bliver skildret gennem fortællinger fra sygeplejersker.